# Progress MS-9
Progress MS-9 (ryska: Прогресс МС-9) eller som NASA kallar den, Progress 70 eller 70P, är en rysk obemannad rymdfarkost som levererat förnödenheter, syre, vatten och bränsle till Internationella rymdstationen (ISS). Den sköts upp med en Sojuz-2.1a-raket, den 9 juli 2018, från Kosmodromen i Bajkonur. Drygt tre timmar efter uppskjutningen dockade den med stationens Pirs-modul.
Farkosten lämnade rymdstationen den 25 januari 2019 och brann som planerat upp i jordens atmosfär några timmar senare.

### Fotnoter
1. ↑  ”NASA Space Science Data Coordinated Archive” (på engelska). NASA. https://nssdc.gsfc.nasa.gov/nmc/spacecraft/display.action?id=2018-058A. Läst 1 mars 2020.
2. ↑  ”Russian cargo ship to try fast-track rendezvous with space station” (på engelska). sid. spaceflightnow. Arkiverad från originalet den 12 april 2019. https://web.archive.org/web/20190412011918/https://spaceflightnow.com/2018/07/07/russian-cargo-ship-to-try-fast-track-rendezvous-with-space-station/. Läst 9 juli 2018.